# Ilario di Matera
Ilario di Matera (Matera, 980 circa – Castel San Vincenzo, 11 novembre 1045) è stato un monaco cristiano italiano, venerato come santo dalla Chiesa cattolica.

## Biografia
Secondo il Chronicon Vulturnense, manoscritto del XII secolo conservato presso la Biblioteca Apostolica Vaticana, Ilario nacque a Matera, all'epoca facente parte di un Thema bizantino, nella seconda metà del X secolo, intorno al 980.
Nel 1011 divenne abate del Monastero di San Vincenzo al Volturno restando alla guida del monastero fino alla sua morte. In seguito all'invasione saracena dell'881 che aveva distrutto il monastero tenendo i monaci lontani per 33 anni, le principali attività svolte dagli abati a partire dal loro rientro furono quelle di recupero dei beni dell'abbazia, dell'acquisizione di nuove terre e del ripopolamento delle terre recuperate tramite contratti agricoli e costruzione di castelli; è in questo contesto che si svolse l'attività dell'abate Ilario, che secondo il Chronicon fu un uomo caritatevole, che spogliatosi dei suoi averi sostenne i poveri diventando così modello per gli altri monaci. Visse nell'esercizio della disciplina e della carità, improntando alla santità ogni sua opera, esaltando la vita del monastero ed elevandolo all'importanza di altri monasteri vicini.
In quegli anni l'opera dei Normanni volta all'unificazione dei luoghi dell'Italia meridionale contesi tra Bizantini e Longobardi fu sollecitata dalla Chiesa che in tal modo estese la sua egemonia religiosa e spirituale avviando un intenso processo di cattolicizzazione; strumento di evangelizzazione furono tra gli altri i benedettini di Sant'Ilario. Tuttavia le continue contese per il predominio costarono al monastero la perdita di molte terre che furono spesso depredate ed Ilario, oltre ad essere ricevuto nel 1022 dall'imperatore Enrico II il Santo e nel 1038 da Corrado II il Salico, fu costretto a chiedere aiuto al principe Guaimario IV di Salerno che inviò milizie normanne guidate dal conte Rainulfo Drengot per salvare i monaci.
Morì nel 1045 e fu venerato come santo da Papa Sergio IV e dai pontefici dell'epoca; la sua ricorrenza si celebra il 21 novembre.